# Roepera sphaerocarpa
Roepera sphaerocarpa är en pockenholtsväxtart som först beskrevs av Rudolf Schlechter och Huysst., och fick sitt nu gällande namn av Beier & Thulin. Roepera sphaerocarpa ingår i släktet Roepera och familjen pockenholtsväxter. Inga underarter finns listade i Catalogue of Life.